# Louise Karlsson
Louise Wiktoria Karlsson, född 26 april 1974 i Uddevalla, är en svensk simmerska.

## Biografi

### Simkarriär
Karlsson debuterade 14 år gammal i landslaget 1988 och deltog i de Olympiska sommarspelen 1992 i Barcelona samt i de Olympiska sommarspelen 1996 i Atlanta. I Atlanta gick hon till final på 200 meter medley och slutade på åttonde plats.
Karlsson började sin internationella karriär 1991 genom att vinna sitt första EM-guld på 100 meter medley och slå världsrekord på samma distans. Det följdes upp med fyra raka EM-guld på distansen. 1992 utsågs hon som EM-drottning genom att vinna tre EM-guld samt två silver och slå sitt världsrekord på 100 meter medley samt 50 meter bröstsim.
1995 var hon enda svensk som tog individuell medalj på kortbane-VM i Rio Janeiro, vilket blev hennes första VM-medalj, brons på 200 meter medley. 
Karlsson putsade sitt eget världsrekord på 100 meter medley 1997 i kortbana med tiden 1.01,03. Hon vann även ett guld vid kortbane-VM 1997 på distansen 200 meter medley. Hon slog svenskt rekord i antal SM-guld vid samma tävling 1992: sex individuella, vilket slogs av Sarah Sjöström i november 2014, och tre i lagkapp, sammanlagt nio stycken.  
Karlsson simmade ihop 20 EM och VM-medaljer, varav nio guld.

### TV-medverkan
Karlsson deltog i den andra säsongen av TV-programmet Mästarnas mästare i SVT och gick där till den slutgiltiga finalen, som bestod av tre personer, och där placerade hon sig på tredje plats (efter brottaren Thomas Johansson och boxaren Armand Krajnc). SVT kritiserades i efterhand, eftersom Louise missade finalduellen på grund av ett medfött hjärtfel. De ansåg att hon var den moraliska vinnaren, då hon hade varit överlägsen i tävlingen innan med hela tio grensegrar, fyra immuniteter (avsnittssegrar) och seger i den sista nattduellen mot fotbollsspelaren Tomas Brolin. Hon har även medverkat i Gladiatorerna, Superstars och Fångarna på fortet.
Superstars var hon med i två gånger efter avslutad karriär, 2010 och 2011. 2010 delade hon lag med höjdhopparen Stefan Holm, längdskidåkaren Anders Södergren och skridskoåkaren Tomas Gustafson. De förlorade stort mot de andra lagen. Louise fick dock revansch 2011, då hon var lagkapten för det överlägset vinnande laget som förutom henne bestod av fotbollsspelaren Niclas Alexandersson, längdskidåkaren Jörgen Brink och utförsåkaren André Myhrer.

## Klubbar
- Skärets SS
- Helsingborgs SS